# Аліса Ібелінська
Аліса (Алікс) Ібелінська (1304/1306 — після 6 серпня 1386) — королева-консорт Кіпру та номінальна королева-консорт Єрусалиму як друга дружина короля Кіпру Гуго IV. Вона була королевою з 31 березня 1324 року до зречення Гуго 24 листопада 1358 року. Двоє її синів, Петро та Яків, правили як королі Кіпру.

## Життєпис
Алікс Ібелінська народилася на Кіпрі десь між 1304 і 1306 роками, єдиною дитиною Гая Ібелінського, лорда Нікосії, та Ізабель Ібелінської. Дім Ібелінів був французькою знатною родиною, яка мала багато змішаних шлюбів і займала помітне місце в державах хрестоносців Єрусалиму та Кіпру з ХІІ століття.
Малою дитиною втратила батька. Мати померла в 1315 році, коли їй було не більше 11 років.
У 1310 році вона була заручена з Генріхом Лузіньянським, сином Амальріка, принца Тірського. Заручини було анульовано того ж року, коли Альмаріка було вбито, а його родина шукала притулку у Вірменії.

### Королева Кіпру
17 вересня 1318 року Алікс Ібелінська стала дружиною Гуго де Лузіньяна, сина та спадкоємця Гі де Лузіньяна, коннетабля Кіпру. Потрібний папський дозвіл був датований 18 червня 1318 року. Алікс стала другою дружиною шляхтича, оскільки перша дружина, її родичка Марія Ібелінська, померла в незафіксовану дату до червня 1318 року. Того ж року Гуго змінив свого батька на посаді коннетабля, а 31 березня 1324 року Гуго змінив свого дядька Генріха II на посаді короля Кіпру та титулярного короля Єрусалиму. Із вступом Гуго на кіпрський престол розпочався найвидатніший період династії Лузіньянів на Кіпрі.
15 квітня 1324 року в соборі Святої Софії в Нікосії на коронації свого чоловіка Алікс була коронована королевою Кіпру. Незабаром після подвійної коронації собор був освячений латинським архієпископом Жаном дель Конте. 13 травня у Фамагусті Гуго був коронований як король Єрусалиму. Хроніка Амаді записує, що Алікс Ібелінська мала невеликий дефект мови, який був вилікуваний чудом, здійсненим Святим Хрестом Точні, який був повторно відкритий у 1340 році.

### Подальше життя
Король Гуго зрікся престолу 24 листопада 1358 року на користь їхнього сина Пітера. Наступного року він помер. У 1368 році Алікс Ібелінська стала дружиною Філіпа Брансвік-Грубенгагенського, коннетабля Єрусалиму, сина Генріха II, герцога Брауншвік-Грубенгагенського, який був батьком її невістки Гельвіси. Як і у випадку її першого шлюбу, для шлюбу з Філіпом їй знадобився ще один папський дозвіл. Проте чоловік помер через рік, 4 серпня 1369 року.
Алікс Ібелінська померла після 6 серпня 1386 року, похована в соборі Святого Домініка в Нікосії. Її правнучкою була Анна де Лузіньян, дружина Луї, герцога Савойського.

## Родина
Чоловік Гуго IV де Лузіньян, король Кіпру
Діти:
- Есків де Лузіньян (1325 — березень 1363), дружина інфанта Фернандо Майоркського, віконта д'Омеласа, одна дочка, Алісія Майоркська (1341 — після 1376).
- Король Кіпру Петро I (9 жовтня 1328 — 16 січня 1369), вперше одружений з Есківе де Монфор; вдруге — з Елеонорою Арагон-Гандійською, з якою мав нащадків.
- Жан Лузіньян (1329/1330 — 1375), вперше одружений з Констанцією Сицилійською, королевою Кіпру; вдруге — з Алісою Ібелінською, з якою мав одного сина.
- Кіпрський король Яків I (1334 — 9 вересня 1398) одружився з Хельвіс Брансвік-Грубенгагенською, від якої мав 12 дітей, у тому числі короля Кіпру Януса, який правив після нього.
- Томас Лузіньян (помер 15 листопада 1340), неодружений.
- Маргарита Лузіньянська, дружина Гальтьє де Дамп'єра, сенешаля Кіпру; померла бездітною.
- Ізабелла Лузіньянська померла без нащадків.

Алікс Ібелінська також мала одного пасинка, Гі де Лузіньяна, від першої дружини Гуго. У її чоловіка також був позашлюбний син П'єро.